# シルビア・ピチャ
シルビア・ピチャ（Sylwia Pycia、1981年4月20日 - ）はポーランドの元女子バレーボール選手。現役時代のポジションはミドルブロッカー。元ポーランド代表。

## 来歴
- クラブチーム

クラクフ出身。2000年、Skra Warszawaへ入団。2000/01シーズンのポーランドリーグで5位、2001/02シーズンのリーグで準優勝を果たした。2004/05シーズンから2年間AZS AWF Poznańでプレーした。2007/08シーズンからMKS Muszynianka Muszynaへ移籍し、リーグ2連覇を果たした。2008/09シーズンのリーグではベストブロッカー賞を受賞した。2009/10シーズンから3年間はITA TOOLS Stal Mielecでプレーした。2012/13シーズンからGrot Budowlani Łódźでプレーし、2016/17シーズンの準優勝を最後に現役を引退した。
- 代表チーム

アンダーカテゴリーの代表として1996年のジュニア欧州選手権で銅メダルを獲得。1997年のU-18欧州選手権で銅メダルを獲得し、自身はベストブロッカー賞を受賞した。同年、ジュニアの世界選手権に出場し5位となった。2001年、シニアのポーランド代表に初選出され、同年の欧州選手権でデビュー。2005年の欧州選手権では金メダルを獲得した。同年11月のワールドグランドチャンピオンズカップに出場した。2006年、世界選手権に出場した。その後、代表から離れていたが、2015年に復帰すると同年の欧州選手権で8位となった。

## 球歴
- 世界選手権 - 2006年
- 欧州選手権 - 2001年、2005年、2015年
- グラチャン - 2005年
- ワールドグランプリ - 2005年、2006年

## 受賞歴
- 1997年　U-18欧州選手権　ベストブロッカー賞
- 2009年　2008/09ポーランドリーグ　ベストブロッカー賞

## 所属クラブ
- Skra Warszawa（2000-2003年）
- AZS AWF Poznań（2004-2006年）
- AZS Białystok（2006-2007年）
- MKS Muszynianka Muszyna（2007-2009年）
- ITA TOOLS Stal Mielec（2009-2012年）
- Grot Budowlani Łódź（2012-2017年）